# Roped In (film 1912 Selig)
Roped In è un cortometraggio muto del 1912. Il nome del regista non viene riportato nei credit del film, un western prodotto dalla Selig.

## Produzione
Il film fu prodotto dalla Selig Polyscope Company.

## Distribuzione
Distribuito dalla General Film Company, il film - un cortometraggio di una bobina - uscì nelle sale cinematografiche statunitensi il 26 novembre 1912.